# Elizabeth Olsen
Elizabeth Chase Olsen (Sherman Oaks, Kalifornia, 1989. február 16. –) amerikai színésznő. 
Áttörése 2011-ben történt, amikor a Martha Marcy May Marlene című független thrillerben játszott, amelyért a többi színész mellett a legjobb színésznőnek járó Critics 'Choice Movie Award és a Legjobb női főszereplőnek járó Independent Spirit-díjra is jelölték. Ezt követően a Silent House (2011), az Így jártam én (2012), az Oldboy (2013), a Godzilla (2014), a Láttam a fényt (2015), a Wind River – Gyilkos nyomon (2017) és az Ingrid Goes West (2017) című filmekben játszott. A televízióban a szereplése mellett vezető-producerként is hozzájárult a Sorry for Your loss (2018–2019) című sorozatban, amelyért Critics 'Choice Television-díjra jelölték.
A Marvel-moziuniverzum filmsorozatban Olsen alakítja a telekinetikus és telepatikus erőkkel is rendelkező Wanda Maximoff / Skarlát Boszorkányt. A franchise részeként a szuperhősös filmekben játszott; Bosszúállók: Ultron kora (2015), Amerika Kapitány: Polgárháború (2016), Bosszúállók: Végtelen háború (2018) a Bosszúállók: Végjáték (2019), a WandaVízió minisorozat (2021), valamint a Doctor Strange az őrület multiverzumában (2022).

## Fiatalkora és családja
Olsen 1989. február 16-án született a kaliforniai Sherman Oaksban (Los Angeles), Jarnette "Jarnie" személyi menedzser és David Olsen ingatlanfejlesztő és jelzálogbankár lányaként. Az ikrek, Mary-Kate és Ashley Olsen fiatalabbik testvére, akik gyermekként televíziós és filmszínésznőkké váltak. Olsennak van még egy bátyja és két féltestvére.

## Magánélete
Saját bevallása szerint 13 éves korában ateista lett, mert úgy véli, "a vallásnak a közösségről kell szólnia, és arról, hogy legyen hová menni imádkozni, nem pedig valamiről, ami meghatározza a nők szabadságát".  Korábban ingatlanengedéllyel rendelkezett New Yorkban, amelyet az első odaköltözés után szerzett. Olsen a Bobbi Brown Cosmetics cég nagykövete.  
2011 és 2014 között Boyd Holbrookkal élt kapcsolatban. 2019 júliusában jegyezték el egymást Robbie Arnett-tel, az amerikai Milo Greene zenekar zenészével három évnyi együttjárás után. Titokban házasodtak össze a COVID-19 járvány előtt, miután elszöktek. Los Angelesben élnek.  Közösen írtak egy gyerekkönyvet Hattie Harmony: Worry Detective címmel, amely 2022 júniusában jelent meg.[forrás?]

## Filmográfia

### Film
| Év   | Magyar cím                               | Eredeti cím                                 | Szerep                                      | Magyar hang        | Rendező                   |
| ---- | ---------------------------------------- | ------------------------------------------- | ------------------------------------------- | ------------------ | ------------------------- |
| 2011 | Béke, szerelem és félreértés             | Peace, Love, & Misunderstandin              | Zoé                                         | Szabó Zselyke      | Bruce Beresford           |
| 2011 | Martha Marcy May Marlene                 | Martha Marcy May Marlene                    | Martha                                      | Tamási Nikolett    | Sean Durkin               |
| 2012 |                                          | Silent House                                | Sarah                                       |                    | Chris Kentis              |
| 2012 | Laura Lau                                | Silent House                                | Sarah                                       |                    |                           |
| 2012 | A gyilkos médium                         | Red Lights                                  | Sally Owen                                  | Földes Eszter      | Rodrigo Cortés            |
| 2012 | Így jártam én                            | Liberal Arts                                | Zibby                                       | Mezei Kitty        | Josh Radnor               |
| 2013 | Öld meg kedveseid                        | Kill Your Darlings                          | Edie Parker                                 | Bogdányi Titanilla | John Krokidas             |
| 2013 |                                          | Very Good Girls                             | Gerri                                       |                    | Naomi Foner Gyllenhaal    |
| 2013 | Titokban                                 | In Secret                                   | Thérèse Raquin                              | Szilágyi Csenge    | Charlie Stratton          |
| 2013 | Oldboy                                   | Oldboy                                      | Marie Sebastian / Mia Doucett               | Sipos Eszter Anna  | Spike Lee                 |
| 2014 | Amerika Kapitány: A tél katonája         | Captain America: The Winter Soldier         | Wanda Maximoff / Skarlát Boszorkány (cameo) | nem szólal meg     | Anthony és Joe Russo (1.) |
| 2014 | Godzilla                                 | Godzilla                                    | Elle Brody                                  | Haffner Anikó      | Gareth Edwards            |
| 2015 | Bosszúállók: Ultron kora                 | Avengers: Age of Ultron                     | Wanda Maximoff / Skarlát Boszorkány         | Szilágyi Csenge    | Joss Whedon               |
| 2015 | Láttam a fényt                           | I Saw the Light                             | Audrey Williams                             | Haffner Anikó      | Marc Abraham              |
| 2015 | Láttam a fényt                           | I Saw the Light                             | Audrey Williams                             | Ruttkay Laura      | Marc Abraham              |
| 2016 | Amerika Kapitány: Polgárháború           | Captain America: Civil War                  | Wanda Maximoff / Skarlát Boszorkány         | Szilágyi Csenge    | Anthony és Joe Russo (2.) |
| 2017 |                                          | Ingrid Goes West                            | Taylor Sloane                               |                    | Matt Spicer               |
| 2017 | Wind River – Gyilkos nyomon              | Wind River                                  | Jane Banner                                 | Szilágyi Csenge    | Taylor Sheridan           |
| 2018 | Kodachrome                               | Kodachrome                                  | Zooey Kern                                  |                    | Mark Raso                 |
| 2018 | Bosszúállók: Végtelen háború             | Avengers: Infinity War                      | Wanda Maximoff / Skarlát Boszorkány         | Szilágyi Csenge    | Anthony és Joe Russo (3.) |
| 2019 | Bosszúállók: Végjáték                    | Avengers: Endgame                           | Wanda Maximoff / Skarlát Boszorkány         | Szilágyi Csenge    | Anthony és Joe Russo (4.) |
| 2022 | Doctor Strange az őrület multiverzumában | Doctor Strange in the Multiverse of Madness | Wanda Maximoff / Skarlát Boszorkány         | Szilágyi Csenge    | Sam Raimi                 |
| 2023 | Az apa három lánya                       | His Three Daughters                         | Christina                                   | Haffner Anikó      | Azazel Jacobs             |
| 2024 |                                          | The Assessment                              | Mia                                         |                    | Fleur Fortuné             |

### Televízió
| Év        | Magyar cím                 | Eredeti cím               | Szerep                                             | Megjegyzések                                    |
| --------- | -------------------------- | ------------------------- | -------------------------------------------------- | ----------------------------------------------- |
| 1994      | Vadnyugati galiba          | How the West Was Fun      | lány az autóban                                    | tévéfilm                                        |
| 2016      | Tömény történelem          | Drunk History             | Norma Kopp                                         | 1 epizód                                        |
| 2017      |                            | HarmonQuest               | Stirrip                                            | 1 epizód                                        |
| 2018–2019 |                            | Sorry for Your Loss       | Leigh Shaw                                         | - főszereplő - vezető producer                  |
| 2021      | WandaVízió                 | WandaVision               | Wanda Maximoff / Skarlát Boszorkány                | - főszereplő - magyar hangja: - Szilágyi Csenge |
| 2021–2022 | Marvel Studios: Betekintés | Marvel Studios: Assembled | önmaga                                             | 2 epizód                                        |
| 2022      | Saturday Night Live        | Saturday Night Live       | önmaga                                             | 1 epizód                                        |
| 2023      | Szerelem és halál          | Love & Death              | Candy Montgomery                                   | főszereplő                                      |
| 2023      | Mi lenne, ha…?             | What If...?               | Wanda Maximoff / Skarlát Boszorkány / Wanda Merlin | - 2 epizód - magyar hangja: - Szilágyi Csenge   |

## Fordítás
- Ez a szócikk részben vagy egészben  az   Elizabeth Olsen című angol Wikipédia-szócikk fordításán alapul.  Az eredeti cikk szerkesztőit annak laptörténete sorolja fel. Ez a jelzés csupán a megfogalmazás eredetét és a szerzői jogokat jelzi, nem szolgál a cikkben szereplő információk forrásmegjelöléseként.